# Roberto Bolaño
Roberto Bolaño Ávalos, född 28 april 1953 i Santiago i Chile, död 15 juli 2003 i Barcelona i Spanien, var en chilensk författare.

## Biografi
Roberto Bolaño lämnade vid 15 års ålder sitt hemland Chile för att bosätta sig med sin familj i Mexico City. I tonåren hoppade han av gymnasiestudierna men var redan då en ihärdig läsare av både prosa och poesi. Han återvände till Chile 1972 med avsikt att bidra och följa den chilenska processen till socialismen, men lämnade landet efter militärkuppen 1973. Tillbaka i Mexiko bildade han tillsammans med en grupp mexikanska diktare en avantgardistisk rörelse självbenämnd infrarealismen.
Roberto Bolaño var i början av sin författarkarriär en hängiven poet. 1975 började han publicera sina första verk i en antologi kallad för Poetas infrarrealistas mexicanos (Infrarealistiska mexikanska poeter). Dock är det med sina romaner och noveller han blev känd. 1977 bosatte han sig i Barcelona i Spanien. Under sin första tid där blev han tvungen att ta diverse tillfälliga arbeten, bland annat som campingvakt, innan han definitivt kunde ägna sig åt att skriva.
Han slog igenom med romanen De vilda detektiverna (1998), som belönades med Rómulo Gallegos pris 1999.